# Università di Charkiv
L'Università Nazionale Vasyl' Karazin di Charkiv (in ucraino Харківський національний університет імені В. Н. Каразіна?, Charkivs'kyj nacional'nyj universytet imeni V. N. Karazina) è una delle principali università dell'Ucraina, e precedentemente dell'Impero russo e dell'Unione Sovietica. Venne fondata nel 1804 sotto l'impulso di Vasyl' Karazin, diventando la seconda università più antica di Ucraina dopo l'Università di Leopoli.